# Ewen Bremner
Ewen Bremner (ur. 23 stycznia 1972 w Edynburgu, Szkocja) – brytyjski aktor.

## Filmografia
- 1995: Sędzia Dredd jako Junior Angel
- 1996: Trainspotting jako Spud
- 2001: Przekręt jako Mullet
- 2001: Pearl Harbor jako porucznik Red Winkle
- 2001: Helikopter w ogniu jako Shawn Nelson
- 2002: Surrealissimo: The Trial of Salvador Dali jako Salvador Dali
- 2002: Fancy Dancing jako Bernard Schiff
- 2003: The Essence of Combat: Making 'Black Hawk Down' jako on
- 2003: Witajcie w dżungli jako Declan
- 2003: Rachunek sumienia jako Simon Damian
- 2003: Carnival Sun jako Mark
- 2003: Skagerrak jako Gabriel
- 2003: 16 lat utopionych w alkoholu
- 2004: Baader Meinhof Gang Show, The jako Johnny
- 2004: Coming Up jako Johnny
- 2004: Obcy kontra Predator jako Graham Miller
- 2004: W 80 dni dookoła świata jako Inspektor Fix
- 2005: Zero Sum, The jako Leonard Paulson
- 2005: Wszystko gra jako inspektor Dowd
- 2005: Elżbieta I jako James VI
- 2005: Virgin Queen, The jako sir James Melville
- 2006: Farmers on E
- 2006: Zagubiony pokój jako Harold Stritzke
- 2007: Zgon na pogrzebie jako Justin
- 2007: Teresa Raquin jako Camille
- 2008: Nie wszystko złoto, co się świeci jako Alfonz
- 2010: Poznasz przystojnego bruneta[1] jako Henry Strangler
- 2017: Wonder Woman jako Charlie
- 2017: T2 Trainspotting jako Spud
- 2019: Pierwsza krowa (First Cow) jako Lloyd